# Звєрев Анатолій Тимофійович
Звє́рев Анато́лій Тимофі́йович (рос. Зверев Анатолий Тимофеевич 3 листопада 1931, Москва, РСФСР — 9 грудня 1986, там же) — художник, представник андергаунда, експресіоніст.

## Життєпис
Про єиття митця відомо з його автобіографії, написаної в дивацькому стилі з використанням сільського жаргону. Звєрєв походив із простої родини, далекої від артистичних кіл: батько — інвалід часів громадянської війни (працював бухгалтером), мати — робітниця.
Малюванням почав цікавитися в дитинстві. Мати народила дев'ять дітей, з яких вижили троє. Родина жила в бідності, тому Звєрєв запам'ятав похід родини на виборчу дільницю під час голосування за Сталіна, адже на дільниці дітям видавали кольорові олівці і папір для малювання.
Мав середню освіту, художнє навчання опановував в Московському художньому училищі імені 1905 року. Богемна поведінка і анархічні риси характеру не сприяли навчанню, з училища його віідрахували до закінчення навчання.
Служив на флоті, мав запалення легенів, після лікування в шпиталі був комісований. Жив у Москві, працював маляром. Познайомився з Геогрієм Костакі, що почав збирати картини доби російського авангарду. Самостійна, авангардна художня манера Звєрева сподобалася Костакі, що став патроном молодого митця і його першим меценатом, що зовсім не віталось тодішнім радянським суспільством і владою.
1957 року, під час Всесвітнього фестивалю молоді і студентства в Москві Звєрев переміг у конкурсі художників, проведеному в московському парку культури ім. Горького. Почала зростати слава Звєрева як серед художніх кіл в Москві, так і за кордоном. Серед прихильників творчості Звєрєва — художник Р. Фальк, диригент з Франції Маркевич та інші.

## Художник-маргінал
Анатолій Звєрев не мав за життя офіційного визнання. Його роками підтримували Георгій Костакі і Оксана Михайлівна Асєєва. Розпочався період «квартирних і кухонних виставок» в Москві, де була можливість приватно продемонструвати власні твори, не визнані офіційно. Про художника-маргінала дізналися іноземні дипломати, що купували його твори і вивозили за кордон.
Художник дивував нонкомформіською, нерадянською поведінкою, вчинками селюка, що приносив з собою хліб в чистій ганцірці і не мав звичок церемонної поведінки за столом. Маргінальна поведінка дивувала і сучасників, і іноземців не менше, ніж авангардна художня манера митця, здатного створити образ тварини чи людське обличчя з рисочок, ком, крапок, потьоків різнокольорових фарб, не пориваючи остаточно з реалістичним образом, який зберігався. Чисто абстрактних композицій у художника — небагато. Небагато у митця і похмурих, драматичних образів, таких частих у експресіоністів Німеччини чи представників європейського мізерабілізму.

## Вибрані твори
- Автопортрет
- Кінь
- Мадонна з немовлям
- Ворожка
- Дівчинка танцюристка, 1950
- Портрет А. Румнєва
- Портрет Н. Костакі
- Автопортрет в капелюху
- Портрет З. Попової, 1956
- Оголена, 1956
- Портрет матері, 1957
- Автопортрет з рукою на голові, 1957
- Портрет Н. Костакі, 1958
- Церква, 1958
- Бородатий, 1959
- Абстрактна композиція 2, 1959
- Японка, 1961
- Жіночий портрет, 1966
- Портрет Т. Вольфовича, 1967
- портрет Тетяни Колодзей, 1969
- Антилопа, 1974 (малюнок в зоопарку)
- Жіночий портрет, 1976
- Портрет В. Шумського, 1979
- Танцюрист з Кавказа, 1979
- Маска, хто ти ?, 1980
- Портрет Шумського, 1980
- Філософ Миколай Федоров, 1980
- Портрет юнака, 1981
- Пейзаж, 1981
- Півень, 1981
- Леопард, 1985 ?(малюнок в зоопарку)
- Хлопчик з собакою, 1986
- Портрет Георгія Костакі, колекціонера
- Оголена, 1986
- Єлена, 1985
- Обличчя Христа
- Жіночий портрет

## Посмертна слава
Художник мав прижиттєву і посмертну славу і визнання. Його твори рано перетнули кордони СРСР, коли їх вивозили дипломати, а також у складі приватної колекції їх вивіз Костакі, якого примусили емігрувати з СРСР. Твори Звєрєва придбали також:
- Третьяковська галерея

- Державний історичний музей
- Московський музей сучасного мистецтва
- Новий музей (Санкт-Петербург),
- Колодзей Арт Фонд, Хайланд-парк, Нью-Джерсі, США
- Збірка Костакі, Афіни, Греція та ін.